# Macropsis ocellatus
Macropsis ocellatus är en insektsart som beskrevs av Léon Abel Provancher 1872. Macropsis ocellatus ingår i släktet Macropsis och familjen dvärgstritar. Inga underarter finns listade i Catalogue of Life.